# Чэмберс, Мэрилин
Мэ́рилин Чэ́мберс (англ. Marilyn Chambers), настоящее имя — Мэ́рилин Энн Бриггс (англ. Marilyn Ann Briggs; 22 апреля 1952, Провиденс, Род-Айленд, США — 12 апреля 2009, Санта-Кларита, Калифорния, США) — американская актриса, сценарист, кинопродюсер, танцовщица и певица.

## Биография
Мэрилин Энн Бриггс родилась 22 апреля 1952 года в Провиденсе (штат Род-Айленд) в семье рекламщика и медсестры. У Мэрилин были старшие брат и сестра — клавишник Мартин Бриггс и Дженн Смит.
Мэрилин обучалась в Burr Farms Elementary School, Hillspoint Elementary School, Long Lots Junior High School и Staples High School.

## Карьера
Мэрилин дебютировала в кино в 1970 году, сыграв роль девушки Барни в фильме «Филин и кошечка» под псевдонимом Эвелин Лэнг. Всего Чэмберс сыграла более чем в 60-ти фильмах и телесериалах, включая порнографические картины.
В 1970-х годах Мэрилин занималась музыкой и танцами. В 1972 году в свет вышла скандальная лента «За зелёной дверью». В 1986 году Мэрилин дебютировала в качестве сценариста с фильмом «Личные фантазии 6». В 2006 году Мэрилин дебютировала в качестве продюсера с фильмом «Нантакетские домохозяйки», в котором она также сыграла.
Мэрилин — лауреат двух премий X-Rated Critics' Organization (1985). В 1997 году была включена в Зал славы Legends of Erotica

## Личная жизнь
В 1971—1974 года была замужем за актёром Дугом Чэпином.
В 1974—1985 года была замужем за актёром Чаком Трэйнером (1937—2002).
В 1991—1994 года была замужем за водителем грузовика Уильямом Тейлором-младшим. В этом браке Чэмберс родила своего единственного ребёнка — дочь Маккенну Мари Тейлор (род.13.05.1991).

## Смерть
56-летняя Мэрилин умерла от внутримозгового кровоизлияния и аневризма, вызванных сердечным заболеванием 12 апреля 2009 года у себя дома в Санта-Кларите (штат Калифорния, США) и была найдена мёртвой своей 17-летней дочерью Маккенной Тейлор. Чэмберс была кремирована, а её прах был рассеян над морем.

## Избранная фильмография
актриса
| Год  |   | Русское название         | Оригинальное название    | Роль                     |
| ---- | - | ------------------------ | ------------------------ | ------------------------ |
| 1970 | ф | Филин и кошечка          | The Owl and the Pussycat | девушка Барни            |
| 1972 | ф | За зелёной дверью        | Behind the Green Door    | Глория                   |
| 1977 | ф | Бешенство                | Rabid                    | Роуз                     |
| 2006 | ф | Нантакетские домохозяйки | Nantucket Housewives     | имя персонажа неизвестно |

сценарист
- 1986 — «Личные фантазии 6»/Private Fantasies VI

продюсер
- 2006 — «Нантакетские домохозяйки»/Nantucket Housewives